# Погребняк, Павел Викторович
Па́вел Ви́кторович Погребня́к (род. 8 ноября 1983, Москва) — российский футболист, нападающий. Заслуженный мастер спорта России (2008).

## Клубная карьера

### Начало карьеры
Начал играть в футбол с 6 лет в детской школе московского «Спартака». В 2001 году дебютировал в составе резервной команды, а в следующем году попал в основную команду. В 2001—2003 годах провёл в основной команде 25 матчей, забив 5 голов. Дебют молодого нападающего за «красно-белых» состоялся 24 июля 2002 года в матче против «Москвы». В следующий раз на поле он появился в заключительном туре чемпионата России против «Торпедо», матч закончился поражением «Спартака» со счётом 0:1. 18 апреля 2004 года Погребняк забил первый гол за «Спартак», а также отдал две голевые передачи в игре с «Амкаром».
После ухода из «Спартака» Погребняк неоднократно высказывался о бывшем клубе жёстко и скандально, затаив на него обиду.
В 2003 году был отдан в аренду в калининградскую «Балтику», где впервые проявил бомбардирские способности, забив 15 голов в 40 матчах. В следующем сезоне он вернулся в «Спартак». В том же сезоне он был отдан в аренду в подмосковные «Химки», проведя 12 матчей и отличившись 6 раз.
2005 год провёл на правах аренды в ярославском «Шиннике», где забил 4 гола в 23 матчах. В 2006 году был продан в томскую «Томь» за 2 млн евро. Этот сезон в Томске оказался для Погребняка прорывным: он забил 13 мячей в 26 играх и получил свой первый вызов в сборную России.

### «Зенит» (СПб)
Успешный сезон привлёк к Погребняку внимание тренера петербургского «Зенита» Дика Адвоката, и «Зенит» подписал игрока за 5 млн евро. Первый гол за «Зенит» Погребняк забил в рамках третьего тура чемпионата, поразив ворота клуба, воспитавшего его «Спартака». В концовке матча получил вторую жёлтую карточку и был удалён с поля, а его команда уступила со счётом 1:3. В этом же году Погребняк в составе «Зенита» выиграл чемпионат России, став при этом с 11 голами лучшим бомбардиром команды и лишь на три гола отстав от Романа Павлюченко и Романа Адамова, выигравших бомбардирскую гонку. 9 марта 2008 года стал обладателем Суперкубка России, забив второй гол своей команды в ворота московского «Локомотива» (матч завершился со счётом 2:1).
Через несколько месяцев после этого Погребняк стал обладателем Кубка УЕФА, особенно ярко сыграл в плей-офф турнира. На пути к финалу он забивал на каждой стадии плей-офф, за исключением финала, поразив ворота испанского «Вильярреала», французского «Марселя», немецких «Байера» и «Баварии». Забив за турнир 10 голов Погребняк вместе с итальянцем Лукой Тони стал лучшим его бомбардиром. В матче за Суперкубок УЕФА в августе 2008 года Погребняк забил один из двух мячей в ворота «Манчестер Юнайтед», что позволило петербуржцам одержать победу со счётом 2:1.
В сезоне 2009 Погребняк продолжал оставаться одним из лидеров команды, однако летом перебрался в чемпионат Германии. Всего в 90 матчах за «Зенит» отличился 39 раз.

### «Штутгарт»
В январе 2009 года «Зенит» объявил, что готовится продать Погребняка в английский «Блэкберн Роверс». Однако сделка не состоялась, и в августе 2009 года он перешёл в немецкий «Штутгарт», заплативший за трансфер 4,5 млн евро. Контракт был подписан сроком на 3 года. Приблизительная годовая заработная плата Погребняка в «Штутгарте» составляла 4 миллиона евро.
Дебют Погребняка за «Штутгарт» состоялся 8 августа 2009 года в матче против чемпиона Германии «Вольфсбурга». Первый гол забил 15 августа в матче против «Фрайбурга», где кроме того он ещё заработал и пенальти (счёт 4:2). Первые два сезона в составе «Штутгарта» Погребняк являлся игроком стартового состава, несмотря на то, что его результативность не была высокой. Особенно ярко он сыграл 18 сентября 2010 года, когда «Штутгарт» обыграл мёнхенгладбахскую «Боруссию» со счётом 7:0. Погребняк провёл на поле 73 минуты и отметился хет-триком.
Однако в сезоне 2011/2012 нападающий потерял место в основе, став лишь игроком ротации и за первую половину сезона сумел отметиться лишь одним забитым мячом в ворота «Хоффенхайма», реализовав пенальти.

### Аренда в «Фулхэм»

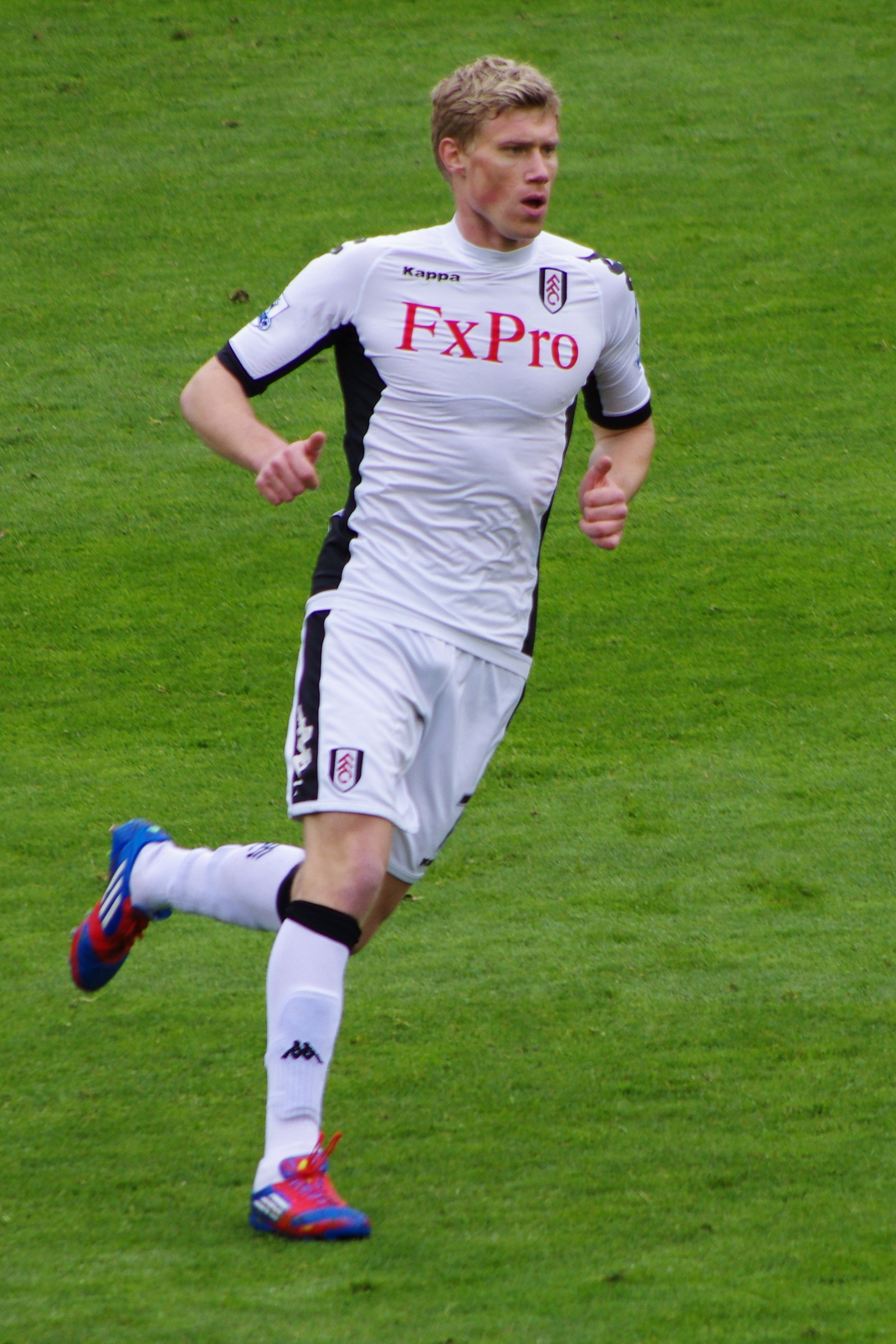
Погребняк в составе «Фулхэма»

31 января 2012 года Погребняк был взят в аренду английским «Фулхэмом» до конца сезона. Сумма сделки — 500 тыс. евро. 11 февраля в первом матче за «Фулхэм» забил мяч в ворота «Сток Сити», став таким образом первым российским футболистом, которому удалось отличиться в дебютном матче английской Премьер-лиги.
Во второй половине сезона Погребняк отличился шесть раз. Особенно ярко Погребняк сыграл 4 марта в матче с «Вулверхэмптоном» (завершился со счётом 5:0), в котором ему удалось оформить хет-трик.

### «Рединг»
По истечении аренды в «Фулхэме» и контракта со «Штутгартом» Погребняк стал свободным агентом и в июне 2012 года подписал контракт с другим английским клубом — «Редингом» сроком на 4 года. 18 августа дебютировал в матче против «Сток Сити» и был заменен на 77-й минуте. 22 августа в матче против «Челси» забил первый гол — после навеса с фланга Гарета Макклири ударом головой он переправил мяч в ворота Петра Чеха.
28 августа 2012 года в матче Кубка английской лиги против «Питерборо» забил гол и помог команде одержать волевую победу 3:2. Через месяц, 26 сентября, забил победный гол в ворота «Куинз Парк Рейнджерс» и не реализовал пенальти. 6 октября в поединке против «Суонси» забил 100-й гол «Рединга» в Премьер-лиге и помог команде добиться ничьей. 30 октября 2012 года в матче Кубка Англии против «Арсенала» (5:7) забил один из голов команды. После этого не мог отличиться два месяца. 29 декабря забил победный гол в ворота «Вест Хэм Юнайтед» и помог одержать своей команде вторую победу в Премьер-лиге. В следующем туре, 1 января, открыл счёт в матче против «Тоттенхэма», однако «Рединг» проиграл 1:3. Последний гол за сезон Погребняк забил в ворота «Уиган Атлетик» 12 января. Несмотря на все старания Погребняка «Рединг» покинул премьер-лигу, заняв по итогам сезона 19-е место.
Следующие два сезона он провёл в Чемпионшипе, продолжая регулярно выходить в стартовом составе «ройялс» и периодически поражать ворота соперников. Однако вернуться в премьер-лигу «Редингу» не удалось, а результативность Погребняка стала снижаться.

### «Динамо» Москва
27 августа 2015 года подписал трёхлетний контракт с московским «Динамо», получил 8-й номер. Первый гол забил 25 октября 2015 года в ворота «Спартака» (2:3). Однако этот гол так и остался единственным до конца сезона, по итогам которого «Динамо» впервые в истории покинуло элитный дивизион отечественного футбола.
Практически весь следующий сезон Погребняк просидел на скамейке запасных. В скором времени он был отправлен в молодёжную команду, где и забил первые за два года голы, оформив дубль в матче с молодёжкой «Ахмата». После возвращения «Динамо» в премьер-лигу он провёл всего один матч,
выйдя на замену в игре чемпионата России с «Тосно» (0:1).
25 января 2018 года «Динамо» расторгло в одностороннем порядке контракт. Официальной причиной было названо отсутствие Погребняка на матче 20-го тура с «Анжи» (он в это время находился на матче итальянской Серии А между «Ювентусом» и «Интером») и выступление за команду ветеранов академии «Спартака» в форме компании, не имеющей контракта с «Динамо». Через месяц Погребняк подал иск против «Динамо» с требованием выплаты компенсации за досрочное расторжение контракта.

### «Тосно»
В начале 2018 года Погребняк присоединился на сборах к «Тосно» и 7 февраля впервые вышел на поле, отыграв первый тайм в контрольным матче против «Дебрецена» (0:3). 22 февраля подписал контракт с клубом до конца сезона. 28 февраля в четвертьфинальном матче Кубка России против «Луча-Энергии» (2:1) дебютировал в официальном матче за «Тосно» и забил гол — первый для себя в официальных матчах взрослых команд с 25 октября 2015 года.
В матчах чемпионата России Погребняк сумел отметиться тремя забитыми голами. Однако 18 апреля 2018 года в матче со «Спартаком» получил травму и выбыл на несколько месяцев. Несмотря на это, стал обладателем Кубка России в составе «Тосно».

### «Урал»
29 августа 2018 года стало известно, что Погребняк на правах свободного агента заключил контракт с «Уралом» сроком на один год. Первую половину сезона полностью пропустил из-за травмы, полученной во время выступлений за «Тосно». 7 апреля в матче 22-го тура чемпионата России забил свой первый гол за новый клуб в ворота «Енисея», этот гол оказался победным для «Урала» (3:2). 10 мая в матче 28-го тура чемпионата России забил свой второй гол и спас «Урал» от поражения в матче с «Оренбургом» (2:2). Летом 2020 года по окончании контракта покинул клуб, отклонил несколько предложений от команд ФНЛ, но 16 октября вновь подписал контракт с «Уралом». По окончании сезона 2020/21 покинул клуб.
В марте 2022 года, находясь в статусе свободного агента, заявлял, что «был бы клуб, я бы играл».

## Карьера в сборной
Дебют Погребняка в сборной России состоялся 16 августа 2006 года в матче против сборной Латвии. Он вышел на поле на 81 минуте матча, заменив Динияра Билялетдинова, а на 90 минуте забил гол, ставший единственным в этом матче.
Вместе со сборной добился права сыграть на Евро 2008, в отборочном турнире к которому сыграл 5 матчей и забил 1 гол. Однако 28 мая в товарищеском матче против сборной Сербии получил травму колена, в результате чего вынужден был пропустить чемпионат. Вместо него на турнир был заявлен Олег Иванов.
На чемпионат мира в ЮАР сборная России пробиться не сумела. В отборочном цикле Погребняк не был основным игроком и забил лишь один гол — в первом матче со сборной Уэльса забил второй мяч своей команды и россияне победили со счётом 2:1.
Отборочный цикл на Евро-2012 начал игроком стартового состава, однако потом проиграл борьбу Александру Кержакову и Роману Павлюченко. 3 сентября 2010 года оформил первый свой дубль за сборную и принёс победу в матче со сборной Андорры. На самом чемпионате Погребняк вышел на поле лишь однажды — в заключительном групповом матче со сборной Греции, однако россияне потерпели поражение 0:1 и покинули турнир, не сумев выйти из группы.
После этого перестал вызываться в сборную.

## Личная жизнь
В 2014 году Погребняк женился на Марии Шаталовой. Супруги были знакомы с детства. В семье трое сыновей.
Младшие братья Павла — Кирилл и Николай — также футболисты.
В ночь на 3 ноября 2015 года был задержан в Москве за вождение автомобиля в нетрезвом виде. 8 декабря 2015 года был лишён судом водительских прав на 1,5 года.
В сентябре 2023 года официально развёлся с женой Марией Погребняк.

## Статистика выступлений

### Клубная
| Клуб             | Сезон            | Лига | Лига | Кубки | Кубки | Еврокубки | Еврокубки | Прочие | Прочие | Итого | Итого |
| Клуб             | Сезон            | Игры | Голы | Игры  | Голы  | Игры      | Голы      | Игры   | Голы   | Игры  | Голы  |
| ---------------- | ---------------- | ---- | ---- | ----- | ----- | --------- | --------- | ------ | ------ | ----- | ----- |
| Спартак (Москва) | 2002             | 2    | 0    | 0     | 0     | —         | —         | —      | —      | 2     | 0     |
| Спартак (Москва) | 2004             | 16   | 2    | 1     | 0     | 5         | 3         | 1      | 0      | 23    | 5     |
| Спартак (Москва) | Итого            | 18   | 2    | 1     | 0     | 5         | 3         | 1      | 0      | 25    | 5     |
| Балтика (аренда) | 2003             | 40   | 15   | 1     | 0     | —         | —         | —      | —      | 41    | 15    |
| Балтика (аренда) | Итого            | 40   | 15   | 1     | 0     | —         | —         | —      | —      | 41    | 15    |
| Химки (аренда)   | 2004             | 12   | 6    | 1     | 0     | —         | —         | —      | —      | 13    | 6     |
| Химки (аренда)   | Итого            | 12   | 6    | 1     | 0     | —         | —         | —      | —      | 13    | 6     |
| Шинник (аренда)  | 2005             | 23   | 4    | 2     | 1     | —         | —         | —      | —      | 25    | 5     |
| Шинник (аренда)  | Итого            | 23   | 4    | 2     | 1     | —         | —         | —      | —      | 25    | 5     |
| Томь             | 2006             | 26   | 13   | 1     | 1     | —         | —         | —      | —      | 27    | 14    |
| Томь             | Итого            | 26   | 13   | 1     | 1     | —         | —         | —      | —      | 27    | 14    |
| Зенит            | 2007             | 24   | 11   | 4     | 2     | 7         | 4         | —      | —      | 35    | 17    |
| Зенит            | 2008             | 19   | 6    | 0     | 0     | 14        | 8         | 2      | 2      | 35    | 16    |
| Зенит            | 2009             | 15   | 5    | 1     | 1     | 4         | 0         | —      | —      | 20    | 6     |
| Зенит            | Итого            | 58   | 22   | 5     | 3     | 25        | 12        | 2      | 2      | 90    | 39    |
| Штутгарт         | 2009/10          | 28   | 6    | 1     | 0     | 10        | 2         | —      | —      | 39    | 8     |
| Штутгарт         | 2010/11          | 26   | 8    | 3     | 2     | 5         | 2         | —      | —      | 34    | 12    |
| Штутгарт         | 2011/12          | 14   | 1    | 1     | 0     | —         | —         | —      | —      | 16    | 1     |
| Штутгарт         | Итого            | 68   | 15   | 5     | 2     | 15        | 4         | —      | —      | 88    | 21    |
| Фулхэм (аренда)  | 2011/12          | 12   | 6    | 0     | 0     | —         | —         | —      | —      | 12    | 6     |
| Фулхэм (аренда)  | Итого            | 12   | 6    | 0     | 0     | —         | —         | —      | —      | 12    | 6     |
| Рединг           | 2012/13          | 29   | 5    | 3     | 3     | —         | —         | —      | —      | 32    | 8     |
| Рединг           | 2013/14          | 39   | 13   | 2     | 0     | —         | —         | —      | —      | 41    | 13    |
| Рединг           | 2014/15          | 26   | 6    | 7     | 1     | —         | —         | —      | —      | 33    | 7     |
| Рединг           | Итого            | 94   | 24   | 12    | 4     | —         | —         | —      | —      | 106   | 28    |
| Динамо (Москва)  | 2015/16          | 16   | 1    | 3     | 0     | —         | —         | —      | —      | 19    | 1     |
| Динамо (Москва)  | 2016/17          | 8    | 0    | 1     | 0     | —         | —         | —      | —      | 9     | 0     |
| Динамо (Москва)  | 2017/18          | 1    | 0    | 0     | 0     | —         | —         | —      | —      | 1     | 0     |
| Динамо (Москва)  | Итого            | 25   | 1    | 4     | 0     | —         | —         | —      | —      | 29    | 1     |
| Тосно            | 2017/18          | 6    | 3    | 2     | 1     | —         | —         | —      | —      | 8     | 4     |
| Тосно            | Итого            | 6    | 3    | 2     | 1     | —         | —         | —      | —      | 8     | 4     |
| Урал             | 2018/19          | 11   | 3    | 3     | 0     | —         | —         | —      | —      | 14    | 3     |
| Урал             | 2019/20          | 16   | 3    | 3     | 2     | —         | —         | —      | —      | 19    | 5     |
| Урал             | 2020/21          | 18   | 4    | 1     | 0     | —         | —         | —      | —      | 19    | 4     |
| Урал             | Итого            | 45   | 10   | 7     | 2     | —         | —         | —      | —      | 52    | 12    |
| Всего за карьеру | Всего за карьеру | 427  | 121  | 41    | 14    | 45        | 19        | 3      | 2      | 516   | 156   |

### В сборной
| Матчи Погребняка за сборную России | Матчи Погребняка за сборную России | Матчи Погребняка за сборную России | Матчи Погребняка за сборную России | Матчи Погребняка за сборную России | Матчи Погребняка за сборную России | Матчи Погребняка за сборную России |
| №                                  | Дата                               | Оппонент                           | Счёт                               | Голы Погребняка                    | Соревнование                       |                                    |
| ---------------------------------- | ---------------------------------- | ---------------------------------- | ---------------------------------- | ---------------------------------- | ---------------------------------- | ---------------------------------- |
| 1                                  | 16 августа 2006                    | Латвия                             | 1:0                                | 1                                  | Товарищеский матч                  |                                    |
| 2                                  | 6 сентября 2006                    | Хорватия                           | 0:0                                | -                                  | Отборочные матчи ЧЕ-2008           |                                    |
| 3                                  | 7 октября 2006                     | Израиль                            | 1:1                                | -                                  | Отборочные матчи ЧЕ-2008           |                                    |
| 4                                  | 11 октября 2006                    | Эстония                            | 2:0                                | 1                                  | Отборочные матчи ЧЕ-2008           |                                    |
| 5                                  | 15 ноября 2006                     | Македония                          | 2:0                                | -                                  | Отборочные матчи ЧЕ-2008           |                                    |
| 6                                  | 22 августа 2007                    | Польша                             | 2:2                                | -                                  | Товарищеский матч                  |                                    |
| 7                                  | 17 ноября 2007                     | Израиль                            | 1:2                                | -                                  | Отборочные матчи ЧЕ-2008           |                                    |
| 8                                  | 23 мая 2008                        | Казахстан                          | 6:0                                | 1                                  | Товарищеский матч                  |                                    |
| 9                                  | 28 мая 2008                        | Сербия                             | 2:1                                | 1                                  | Товарищеский матч                  |                                    |
| 10                                 | 10 сентября 2008                   | Уэльс                              | 2:1                                | 1                                  | Отборочные матчи ЧМ-2010           |                                    |
| 11                                 | 11 октября 2008                    | Германия                           | 1:2                                | -                                  | Отборочные матчи ЧМ-2010           |                                    |
| 12                                 | 15 октября 2008                    | Финляндия                          | 3:0                                | -                                  | Отборочные матчи ЧМ-2010           |                                    |
| 13                                 | 28 марта 2009                      | Азербайджан                        | 2:0                                | -                                  | Отборочные матчи ЧМ-2010           |                                    |
| 14                                 | 1 апреля 2009                      | Лихтенштейн                        | 1:0                                | -                                  | Отборочные матчи ЧМ-2010           |                                    |
| 15                                 | 12 августа 2009                    | Аргентина                          | 2:3                                | -                                  | Товарищеский матч                  |                                    |
| 16                                 | 10 октября 2009                    | Германия                           | 0:1                                | -                                  | Отборочные матчи ЧМ-2010           |                                    |
| 17                                 | 18 ноября 2009                     | Словения                           | 0:1                                | -                                  | Отборочные матчи ЧМ-2010           |                                    |
| 18                                 | 3 марта 2010                       | Венгрия                            | 1:1                                | -                                  | Товарищеский матч                  |                                    |
| 19                                 | 11 августа 2010                    | Болгария                           | 1:0                                | -                                  | Товарищеский матч                  |                                    |
| 20                                 | 3 сентября 2010                    | Андорра                            | 2:0                                | 2                                  | Отборочные матчи ЧЕ-2012           |                                    |
| 21                                 | 7 сентября 2010                    | Словакия                           | 0:1                                | -                                  | Отборочные матчи ЧЕ-2012           |                                    |
| 22                                 | 8 октября 2010                     | Ирландия                           | 3:2                                | -                                  | Отборочные матчи ЧЕ-2012           |                                    |
| 23                                 | 12 октября 2010                    | Македония                          | 1:0                                | -                                  | Отборочные матчи ЧЕ-2012           |                                    |
| 24                                 | 17 ноября 2010                     | Бельгия                            | 0:2                                | -                                  | Товарищеский матч                  |                                    |
| 25                                 | 26 марта 2011                      | Армения                            | 0:0                                | -                                  | Отборочные матчи ЧЕ-2012           |                                    |
| 26                                 | 29 марта 2011                      | Катар                              | 1:1                                | -                                  | Товарищеский матч                  |                                    |
| 27                                 | 7 июня 2011                        | Камерун                            | 0:0                                | -                                  | Товарищеский матч                  |                                    |
| 28                                 | 10 августа 2011                    | Сербия                             | 1:0                                | 1                                  | Товарищеский матч                  |                                    |
| 29                                 | 7 октября 2011                     | Словакия                           | 1:0                                | -                                  | Отборочные матчи ЧЕ-2012           |                                    |
| 30                                 | 11 октября 2011                    | Андорра                            | 6:0                                | -                                  | Отборочные матчи ЧЕ-2012           |                                    |
| 31                                 | 29 февраля 2012                    | Дания                              | 2:0                                | -                                  | Товарищеский матч                  |                                    |
| 32                                 | 25 мая 2012                        | Уругвай                            | 1:1                                | -                                  | Товарищеский матч                  |                                    |
| 33                                 | 16 июня 2012                       | Греция                             | 0:1                                | -                                  | Финальные матчи ЧЕ-2012            |                                    |

Итого: 33 матча / 8 голов; 17 побед, 8 ничьих, 8 поражений.

## Достижения

### Командные
«Спартак»
- Бронзовый призёр чемпионата России: 2002

«Зенит»
- Чемпион России: 2007
- Обладатель Суперкубка России: 2008
- Обладатель Кубка УЕФА: 2007/08
- Обладатель Суперкубка УЕФА 2008

«Динамо»
- Победитель Первенства ФНЛ: 2016/17

«Тосно»
- Обладатель Кубка России: 2017/18

### Личные
- Лучший бомбардир Кубка УЕФА 2007/08 (10 голов + 1 гол в квалификационном раунде)
- В списке 33 лучших футболистов России (2): 2006 под № 2 (правый нападающий), 2008 под № 2 (правый нападающий).
- Член Клуба Григория Федотова (2012).
- Член Клуба 100 российских бомбардиров (2012).
- Заслуженный мастер спорта России (2008)

### Награды
- Знак отличия «За заслуги перед Томской областью» (5 декабря 2006) — за заслуги в развитии физической культуры и спорта в Томской области, выдающиеся спортивные достижения[44]

## В медиафутболе
В конце августа 2023 года присоединился к медиафутбольной команде «Зенита» — «Чисто Питер».